# Klaus Wenger
Klaus Wenger (22 juin 1947 - 10 mai 2012) est un journaliste et homme de télévision allemand. Il était le directeur-gérant d'Arte, chaîne de télévision franco-allemande, dont il est un des membres fondateurs.

## Biographie
Il naît le 22 juin 1947 à Tübingen, dans le Bade-Wurtemberg. 
Il suit des études d'Histoire et de Littérature à Bonn, Paris, Munich et Göttingen où il passe un doctorat sur les relations franco-allemandes. Passionné par l'histoire de ces deux pays, il enseigne la civilisation allemande à l'université Paris III de 1976 à 1980. Il se lance dans le journalisme à la sortie de ses études, entre à la radio Südwestfunk, basée à Baden-Baden, et en devient le rédacteur en chef à partir de 1984. Il y reste jusqu'en 1991, date de création de la chaîne culturelle Arte GEIE (Groupement européen d’intérêt économique), qu'il intègre en qualité de Responsable de l'unité documentaire jusqu'en 1995, où il est nommé Directeur-gérant d'Arte Deutschland TV à Baden-Baden. Il est un des membres fondateurs de la chaîne et participe à son développement. 
« Historien de formation et grand amoureux de la France, il a apporté à la chaîne sa parfaite connaissance des relations franco-allemandes et s’est engagé pendant ces 21 ans à tisser des liens étroits entre les deux cultures », indique un communiqué de la chaîne. Il est l'un des concepteurs et animateurs de l'émission Histoire parallèle avec Marc Ferro.
Strasbourgeois de cœur, Klaus Wenger s'engage activement dans l'association Strasbourg Horizons Rhénans 2013 qui regroupe les soutiens à la nomination de Strasbourg comme capitale européenne de la culture en 2013 et dont il fut président. 
En février 2011, il accède à la présidence de l'association Europe, Culture et Citoyenneté.
Chevalier dans l'ordre national du mérite, il devait recevoir les insignes de chevalier de la Légion d'Honneur le 14 juin 2012 des mains de Catherine Trautmann, mais il meurt à Sélestat le 10 mai 2012, âgé de 64 ans. 